# Henri Deligny
Pour les articles homonymes, voir Deligny.
Henri Deligny (né à Lille le 12 avril 1930 et mort à Saint-Jean-de-Sauves le 27 septembre 2010) est un journaliste français, ayant principalement travaillé au Canard enchaîné, où il révéla en 1972 l'affaire Aranda. En 1977, il publie un livre d'enquête intitulé Chirac ou la fringale du pouvoir dans lequel il insiste notamment sur les liens de Jacques Chirac avec certains milieux d'affaires.

## Formation
Il possède un doctorat en sciences de l'information. 

## Carrière

### Débuts
Ses enquêtes et chroniques ont notamment été publiées par le Canard enchaîné, Charlie-Hebdo, La Voix du Nord et Le Monde.
Il est entré à la Voix du Nord en 1949, affecté à Lille, puis est devenu journaliste au Monde. 

### Le Canard enchaîné
Il est journaliste au Canard enchaîné dans les années 1970. Il soutient le mouvement « Le Larzac » (lutte contre le camp militaire du Larzac) dans un long article de novembre 1971. Pour lui, ce combat des paysans est exemplaire de toutes les luttes engagées contre le modèle de société industrielle et contre l'État. Ainsi le journal Gardarem lo Larzac (Nous garderons le Larzac en rouergat) naît en juin 1975 avec l'aide financière et matérielle du Canard enchaîné (qui possède depuis, à titre symbolique, une mare (labagno en rouergat) sur le Larzac).
Il fut dans ce journal le plus grand partisan des luttes régionalistes. Il publie dans le Canard, ou dans le Monde, une série d'articles sur ce thème : Le défi armoricain, Les Flandres contre le colonialisme de Paris, Occitania…un pais qui vol viure. Il établit le lien entre les luttes sociales, le combat identitaire des régions, et l'émergence d'une sensibilité écologique. Il est chargé à l'été 1972, d'une nouvelle rubrique irrégulière dans le Canard, nommée Environron. Il est aussi à l'origine, le 13 septembre 1972, par un article titré « Une odeur de pourris », de l'affaire Aranda.
Il est licencié du Canard enchaîné en juillet 1975, à la suite d'une altercation avec le directeur du journal Roger Fressoz. Il reproche à celui-ci d'avoir refusé un article sur la révolution portugaise qu'il avait d'abord accepté. Le ton monte rapidement, il saisit un siphon d'eau de seltz, arrose Roger Fressoz, puis le frappe au visage avec la bouteille vide. Il est licencié pour faute grave, et riposte en exposant sa version des faits dans Charlie Hebdo et en engageant une action judiciaire. L'affaire fit quelque bruit dans la presse, L'Aurore et le Figaro dénoncent la « censure » et le « conformisme » exercés. Selon le Canard, l'article n'est pas passé parce qu'il s'en prenait à mots couverts à un autre journaliste du même hebdomadaire. De son côté, Henri Deligny accuse le directeur de censure et lui reproche d'avoir cédé aux pressions des communistes de la rédaction hostiles à la critique de la Révolution des œillets.

## Œuvres
- H.S., éditions La Cité, 1961. Roman sur la guerre d'Algérie.
- Chirac ou la fringale du pouvoir, Éditions Alain Moreau, 1977.
- Le discours des journalistes sur leur formation professionnelle. L’idéologie du métier démasquée, thèse en science de l'information et de la communication, Université de Paris IV – Sorbonne (CELSA), 1986.
- Chirac ? On vous avait prévenus, Syllepse, 2002